# Solar Polar-orbit Observatory
Pour les articles homonymes, voir SPO.
SPO (acronyme en anglais de Solar Polar-orbit Observatory ; litt. « Observatoire solaire en orbite polaire », chinois : 太阳极轨天文台 ; pinyin : Tàiyáng jí guǐ tiānwéntái) est un projet de satellite d'observation du Soleil de l'Académie Chinoise des Sciences (CAS). Faisant suite aux observatoires solaires CHASE et ASO-S lancé en 2021 et 2022, la mission est sélectionnée en 2024 pour la troisième phase du Strategic Priority Program (SPP) de la CAS. La mission doit étudier le fonctionnement du cycle solaire, le vent solaire, et participer à la modélisation de l'activité solaire, depuis une orbite polaire héliocentrique.
Pour atteindre cette orbite, le satellite doit effectuer une manœuvre d'assistance gravitationnelle de Jupiter similaire à celle réalisée par la mission américano-européenne Ulysses en 1992. La charge utile comprend une dizaine d'instruments chargés d'observer le soleil et d'étudier les particules du vent solaires.

## Historique
SPO fait partie d'une série de cinq missions (les quatre autres sont eXTP, Earth Two, Taiji-2 et DSL) annoncées en 2023 par l'Académie des sciences chinoises. Les missions sélectionnées faisaient partie à l'origine des propositions reçues en réponse à l'appel d'offres lancé par l'Académie dans le cadre de son troisième programme prioritaire stratégique.

## Contexte scientifique
Les éjections de masse coronale par le Soleil sont déclenchées par les reconnexions de lignes de champ magnétique. Ces éjections de plasma modifient les caractéristiques du vent solaire qui à son tour vient perturber le champ magnétique terrestre avec un impact potentiel sur le fonctionnement des satellites en orbite terrestre et sur les réseaux électriques au sol. Pour étudier de plus près le processus à l’œuvre à la surface du Soleil, la Chine développe un observatoire spatial solaire qui sera placé sur une orbite elliptique (5 x 125 rayons solaires contre 10 x 158 rayons solaires pour l'observatoire solaire américain Parker) qui passera à son périhélie (périgée) extrêmement près du Soleil (5 rayons solaires soit 3,5 millions de kilomètres, deux fois plus près que l'observatoire américain Parker) avec une vue sur les pôles de l'astre (inclinaison orbitale de 65°).

## Caractéristiques techniques
SPO est un satellite stabilisé sur 3 axes avec une précision de pointage de 21 seconde d'arc, une charge utile de plus de 200 kilogrammes, consommant au moins 300 watts d'énergie, avec un débit descendant maximal de 5 mégabits par seconde.

## Instruments scientifiques
La mission emporte un total de dix instruments scientifiques, dont six sont des instruments de télédétection :
- MHI (Magnetic and Helioseismic Imager) est un télescope mesurant le champ magnétique vectoriel et le champ Doppler de la photosphère. Le champ de vue est de 34 minutes d'arc en observant l'ensemble du disque solaire, ou de 17 en observant une région précise, la résolution spatiale est alors respectivement de 1 et 0,5 secondes d'arc. La sensibilité au champ magnétique est de 10 Gauss en longitudinal et de 220 en transversal. La résolution temporelle est de 12 minutes pour le champ vectorielle et de 1 minute pour le champ Doppler. MHI est en partie hérité de l'instrument FMG embarqué sur le satellite ASO-S[4].
- EUT (Extreme Ultraviolet Telescope) est un télescope ultraviolet chargé d'imager dans plusieurs longueurs d'onde la chromosphère, la région de transition, et la couronne solaire. Le télescope comprend deux instrument, l'imageur MEI (Multi-band EUV Imager) et le spectrographe FIS (Full-disk Integrated Spectrograph). MEI a un champ de vue de 50 minutes d'arc et une résolution spatiale de 2 secondes d'arc, la résolution temporelle est inférieure à une minute. FIS a un champ de vue de 40 minutes d'arc, et une résolution temporelle inférieure à cinq minutes. L'instrument est en partie hérité des satellites météorologiques Fengyun-3E[4].
- VISCOR (Visible-light Coronagraph) est un coronographe observant la couronne solaire dans le domaine visible, entre 540 et 640 nanomètres. L'instrument a une résolution spatiale de 12 secondes d'arc et une résolution temporelle inférieure à 6 minutes[4].
- VLACOR (Very Large Angle Coronagraph) est un coronographe à large champ, observant entre 600 à 750 nanomètres. Le champ de vue est de 1,33 à 12° à une distance du soleil d'une unité astronomique, la résolution temporelle est de 15 minutes[4].
- XIT (X-ray Imaging Telescope) est un télescope à rayon X observant les éruptions de rayon X du soleil et les sources du vent solaire. Il comprend deux instruments, le spectromètre imageur HXR (Hard X-Ray) observant les rayons X durs sur la bande spectrale 4-100 keV, avec un champ de vue de 45 minutes d'arc, une résolution spatiale supérieure à 7 secondes d'arc, une résolution énergétique de 4 keV, une résolution temporelle de 4 secondes, et une précision de pointage supérieure à 2 secondes d'arc. Le second instrument est le spectromètre SXR (Soft X-Ray) observant les rayons X mous sur la bande spectrale 0,5-10 keV, avec un champ de vue de 4–6 minutes d'arc, une résolution énergétique de 0,3 keV, et une résolution temporelle de 8 secondes. XIT est une version améliorée et beaucoup plus légère du télescope HXI embarqué sur le satellite ASO-S, avec une masse de 10 kg contre 154 kg pour HXI[4].
- RPWA (Radio and Plasma Wave Analyzer) est un instrument observant les ondes radio émises par le soleil, et le champ magnétique du plasma solaire. La première tâche est réalisée à l'aide de trois antennes de 7,5 mètres de long, observant dans la fréquence 10 Hz-30 MHz, avec une résolution temporelle inférieure à une seconde. La seconde en observant dans la fréquence 10 Hz-50 kHz, avec une sensibilité d'environ 2 nanoTesla. RPWA est en partie hérité  des instruments LFS de la mission Chang'e 4 et EFD du satellite CSES[4].

Les quatre instruments restant étudient l'environnement in-situ de l'orbiteur :
- SWIMS (Solar Wind Ion Mass Spectrometer) est un spectromètre de masse mesurant la densité, la vitesse, la température et la composition des ions du vent solaire. L'instrument est capable de détecter les ions hydrogène, hélium 3 et hélium 4, carbone, azote, oxygène, magnésium, néon, silicium, et fer, dans la bande spectrale de 0,2~80keV, avec un champ de vue à 360°, une résolution angulaire de 7.5°×6°, et une résolution temporelle variable entre 4, 30 et 300 secondes. SWIMS est basé sur l'héritage d'instruments similaires embarqués à bord des missions Tianwen-1 et 2, ainsi que des satellites Fengyun-3 et 4[4].
- SWIRPA (Solar Wind Ion Retarding Potential Analyzer) est un instrument mesurant la densité, la vitesse, et la température des ions du vent solaire. Il est capable de détecter les ions hydrogènes et hélium dans la bande spectrale 0,1~8keV, avec un champ de vue formant un cône 90° en direction du soleil, une résolution angulaire de 10° et une résolution temporelle variable entre 4, 30 et 300 secondes. SWIRPA est basé sur l'héritage d'instruments similaires embarqués à bord du cubesat Weiming-1, du satellite CSES et de la mission Tianwen-2[4].
- SWEPA (Solar Energtic Particle Analyzer) est un instrument mesurant le type, l'énergie, la direction et le flux des particules énergétiques. L'instrument est capable de détecter les électrons dans la bande 50keV~10MeV, les protons entre 50keV~300MeV, et les ions lourds entre 0.5~100MeV, dont l'hélium, le carbone, l'azote, l'oxygène, et les éléments plus lourds. L'instrument fonctionne à l'aide d'une paire de détecteurs pour les particules de haute énergie, l'un orienté vers soleil et l'autre dans la direction opposée, de façon identique pour les protons de moyenne énergie, et de trois détecteurs pour les protons de haute énergie. La résolution temporelle est variable entre 4, 30 et 300 secondes. SWEPA est basé sur l'héritage d'instruments similaires embarqués à bord de la mission Chang'e-7 et des satellites Fengyun-3 et 4[4].
- MAG (Magnetometer) est un instrument observant le champ magnétique environnant. Il est composé de trois magnétomètres fluxgate, observant en trois dimensions et déployés à distance du corps du satellite pour éviter les perturbations, ainsi que d'un magnétomètre CPT de haute précision. L'instrument mesure entre ±128 nanoTesla et ±64000 nanoTesla, a une fréquence de mesure de 40 Hertz, et une précision supérieure à 0,2 nanoTesla. MAG est base sur l'héritage d'instruments similaires embarqués à bord du satellite SMILE[4].

## Déroulement prévisionnel de la mission
Le calendrier provisionnel de la mission prévoit un lancement en janvier ou février 2029. Pour atteindre son orbite polaire autour du soleil, le satellite doit réaliser une manœuvre similaire à celle mise en œuvre par la mission américano-européenne Ulysses dans les années 1990 en utilisant l'assistance gravitationnelle de la planète géante Jupiter. SPO est d'abord injecté dans une orbite héliocentrique qui croise celle de Jupiter, les premiers jours sont dédiés aux tests et calibrage des instruments scientifiques, puis le satellite réalise des observations depuis le plan de l'écliptique. Le survol de Jupiter a lieu en juillet 2032 et grâce à l'énorme puits gravitationnel de la planète permet à la sonde de modifier l'inclinaison de son orbite de 0° à 75° par rapport à l'écliptique. Des assistances gravitationnelles de la Terre permettent par la suite de réduire progressivement l'aphélie de l'orbite, diminuant sa période et offrant ainsi des observations des pôles du soleil plus fréquentes. Une extension de la mission permettrait à terme d'atteindre une inclinaison de 80° par rapport à l'écliptique.